# Гахерис
Сър Гахерис (на английски: Gaheris) е един от рицарите на Кръглата маса. Син е на крал Лот от Оркни и на Моргейз, сестрата на крал Артур, и брат на Гауейн, Агравейн и Гарет, а според някои версии и на Мордред.
Гахерис е убит от Ланселот заедно с братята си Агравейн и Гарет Бомейн и още 37 рицари, докато Ланселот е спасявал от смъртно наказание кралица Гуиневир.